# Frank Lovejoy
Frank Lovejoy (28 martie 1912 - 2 octombrie 1962) a fost un actor american de radio, film și televiziune. Este cel mai notabil (probabil) pentru rolul său din filmul noir The Hitch-Hiker și pentru cel din serialul radiofonic Night Beat.

## Biografie
Lovejoy a fost căsătorit cu actrița Joan Banks, cu care a avut un fiu și o fiică. Anterior a fost căsătorit cu Frances Williams. 
Lovejoy a murit de atac de cord în New York, în 1962.

## Carieră
În filme, a jucat de obicei roluri secundare. Înainte de a deveni actor de film, Lovejoy a fost un actor de succes la radio. Lovejoy a fost actor de voce în serialul radiofonic din anii 1930 Gangbusters și a interpretat personajul principal al programului radio din anii 1940 Blue Beetle, de asemenea a fost actor de voce în serialul radiofonic din anii 1950 Nightbeat.
În filme, Lovejoy s-a descurcat foarte bine în a juca personaje obișnuite aflate în situații extraordinare. Lovejoy, de asemenea, a apărut în numeroase filme despre al doilea război mondial. Demn de menționat este filmul din 1952 Retreat, Hell! care descrie retragerea forțelor americane în Bătălia de la Chosin Reserve în timpul războiului din Coreea. Acesta a fost regizat de Joseph H. Lewis.

## Filmografie (selecție)
- Home of the Brave (1949)
- Într-un loc singuratic (1950) - ca Det. Sgt. Brub Nicolai
- I Was a Communist for the FBI (1951)
- Force of Arms (1951)
- Retreat, Hell! (1952)
- Casa de ceară (1953) - ca Lt. Tom Brennan
- The Hitch-Hiker (1953)
- Julie (1956)
- Cole Younger, Gunfighter (1958)